# Nucella dubia
Nucella dubia, tên tiếng Anh: common dogwhelk, là một loài ốc biển, là động vật thân mềm chân bụng sống ở biển thuộc họ Muricidae, họ ốc gai.